# Half the World Is Watching Me
Half The World is Watching Me er den danske rockgruppe Mews andet album fra 2000. Albummet blev genudgivet i 2007, på samme måde som gruppen genudgav deres første album, A Triumph For Man.

## Nummerliste
Oprindelig udgivelse
1. Am I Wry? No
2. Mica
3. Saliva
4. King Christian
5. Her Voice is Beyond Her Years
6. 156
7. Symmetry
8. Comforting Sounds

Ekstra spor på genudgivelse
1. Half the World Is Watching Me (studio outtake)
2. Her Voice Is Beyond Her Years (live in Copenhagen 2001)
3. Mica (live in Copenhagen 2001)
4. Wherever (live in Copenhagen 2001)
5. 156 (Cubase demo)
6. Quietly (demo)
7. Comforting Sounds (Do I Look Puerto Rican?) (demo)